# Liste der Monuments historiques in Beurizot
Die Liste der Monuments historiques in Beurizot führt die Monuments historiques in der französischen Gemeinde Beurizot auf.

## Liste der Objekte
| Bezeichnung                                | Beschreibung                               | Standort                       | Kennzeichnung | Schutzstatus | Datum | Bild |
| ------------------------------------------ | ------------------------------------------ | ------------------------------ | ------------- | ------------ | ----- | ---- |
| Kruzifix                                   | Holz, farbig gefasst, 14. Jahrhundert      | in der Kirche St-Baudry (Lage) | PM21000304    | Classé       | 1914  |      |
| Skulptur Madonna mit Kind                  | Kalkstein, farbig gefasst, 15. Jahrhundert | in der Kirche St-Baudry (Lage) | PM21000305    | Classé       | 1914  |      |
| Skulptur eines Abtes                       | Kalkstein, farbig gefasst, 15. Jahrhundert | in der Kirche St-Baudry (Lage) | PM21000306    | Classé       | 1914  |      |
| Skulptur Heiliger Antonius der Große       | Kalkstein, farbig gefasst, 15. Jahrhundert | in der Kirche St-Baudry (Lage) | PM21000307    | Classé       | 1914  |      |
| Pietà                                      | Kalkstein, farbig gefasst, 16. Jahrhundert | in der Kirche St-Baudry (Lage) | PM21000308    | Classé       | 1914  |      |
| Skulptur Unterweisung Mariens              | Kalkstein, farbig gefasst, 16. Jahrhundert | in der Kirche St-Baudry (Lage) | PM21000309    | Classé       | 1914  |      |
| Skulptur Heilige Margaretha von Antiochien | Kalkstein, farbig gefasst, 16. Jahrhundert | in der Kirche St-Baudry (Lage) | PM21000310    | Classé       | 1914  |      |
| Skulptur Petrus                            | Kalkstein, farbig gefasst, 16. Jahrhundert | in der Kirche St-Baudry (Lage) | PM21000311    | Classé       | 1914  |      |
| Skulptur Paulus                            | Kalkstein, farbig gefasst, 16. Jahrhundert | in der Kirche St-Baudry (Lage) | PM21000312    | Classé       | 1914  |      |
| Skulptur Heiliger Sebastian                | Kalkstein, farbig gefasst, 16. Jahrhundert | in der Kirche St-Baudry (Lage) | PM21000313    | Classé       | 1914  |      |
| Skulptur Heilige Barbara                   | Kalkstein, 16. Jahrhundert                 | in der Kirche St-Baudry (Lage) | PM21000314    | Classé       | 1914  |      |
| Skulptur einer Heiligen mit Buch           | Kalkstein, 16. Jahrhundert                 | in der Kirche St-Baudry (Lage) | PM21000315    | Classé       | 1914  |      |
| Glocke                                     | Bronze, 1755 gegossen                      | in der Kirche St-Baudry (Lage) | PM21000316    | Classé       | 1943  |      |
| Skulptur Heiliger Balderich                | Holz, farbig gefasst, 18. Jahrhundert      | in der Kirche St-Baudry (Lage) | PM21003463    | Inscrit      | 1973  |      |